# Sestu
Sestu is een gemeente in de Italiaanse provincie Cagliari (regio Sardinië) en telt 16.988 inwoners (31-12-2004). De oppervlakte bedraagt 48,3 km², de bevolkingsdichtheid is 352 inwoners per km².

## Demografie
Sestu telt ongeveer 5994 huishoudens. Het aantal inwoners steeg in de periode 1991-2001 met 25,0% volgens cijfers uit de tienjaarlijkse volkstellingen van ISTAT.
| Jaar | Inwoneraantal |
| ---- | ------------- |
| 1991 | 12.182        |
| 2001 | 15.233        |

## Geografie
Sestu grenst aan de volgende gemeenten: Assemini, Cagliari, Elmas, Monastir, San Sperate, Selargius, Serdiana, Settimo San Pietro.
Armungia · Assemini · Ballao · Barrali · Burcei · Cagliari · Capoterra · Castiadas · Decimomannu · Decimoputzu · Dolianova · Domus de Maria · Donòri · Elmas · Escalaplano · Escolca · Esterzili · Gergei · Gesico · Goni · Guamaggiore · Guasila · Isili · Mandas · Maracalagonis · Monastir · Monserrato · Muravera · Nuragus · Nurallao · Nuraminis · Nurri · Orroli · Ortacesus · Pimentel · Pula · Quartu Sant'Elena · Quartucciu · Sadali · Samatzai · San Basilio · San Nicolò Gerrei · San Sperate · San Vito · Sant'Andrea Frius · Sarroch · Selargius · Selegas · Senorbì · Serdiana · Serri · Sestu · Settimo San Pietro · Seulo · Siliqua · Silius · Sinnai · Siurgus Donigala · Soleminis · Suelli · Teulada · Ussana · Uta · Vallermosa · Villa San Pietro · Villanova Tulo · Villaputzu · Villasalto · Villasimius · Villasor · Villaspeciosa
1. ↑  https://demo.istat.it/?l=it.